# Stockerau
Stockerau är en stadskommun i distriktet Korneuburg i förbundslandet Niederösterreich i Österrike. Kommunen har 16 999 invånare (2024).
Kommunen består av tre orter (Ortschaften) (inom parentes invånarantal 1 januari 2024):
- Oberzögersdorf (382)
- Stockerau (16 213)
- Unterzögersdorf (404)